# ステート・オブ・プレイ〜陰謀の構図〜
『ステート・オブ・プレイ〜陰謀の構図〜』（ステート・オブ・プレイ いんぼうのこうず、State of Play）は、2003年放送のイギリス（BBC）のテレビドラマ。

## 概要
殺人事件の裏に隠された陰謀を追うサスペンス。英国アカデミーテレビ賞やエドガー・アラン・ポー賞などを受賞。
日本では2008年10月にNHK-BS2にて放送。

## キャスト
- カル・マカフリー：ジョン・シム（日本語吹き替え：家中宏）
- スティーブン・コリンズ：デヴィッド・モリッシー（内田直哉）
- デラ・スミス：ケリー・マクドナルド（宇乃音亜季）
- アン・コリンズ：ポリー・ウォーカー（田中敦子）
- キャメロン・フォスター：ビル・ナイ（有川博）
- ダン・フォスター：ジェームズ・マカヴォイ（平川大輔）
- ドミニク・フォイ：マーク・ウォーレン（宮本充）
- ベル警部：フィリップ・グレニスター（土師孝也）
- ソニア・ベーカー：シャウナ・マクドナルド（半場友恵）
- ケルビン・スタッグ：グレゴリー・プアマン
- ジェームズ・ローレンソン
- ベネディクト・ウォン
- マイケル・フィースト
- デボラ・フィンドレイ
- ショーン・ギルダー
- スチュアート・グッドウィン

## スタッフ
- 演出：デヴィッド・イェーツ
- 脚本：ポール・アボット

## エピソード・タイトル
1. スキャンダル
2. 謎のメッセージ
3. 狙われたジャーナリスト
4. 死者のプロフィール
5. プレッシャー
6. スクープ

## 映画化
2009年にアメリカ合衆国に舞台を移して映画化。監督はケヴィン・マクドナルド。出演はラッセル・クロウ、ベン・アフレック、レイチェル・マクアダムス、ヘレン・ミレン。
『消されたヘッドライン』を参照。